# Stiftelsen TEM
Stiftelsen TEM är en verksamhetsdrivande stiftelse som instiftats av Lunds universitet, Malmö stad samt Sjöbo kommun och som bedriver uppdragsforskning och uppdragsutbildning samt konsultverksamhet.
TEM grundades 1981 som ett tvärvetenskapligt projekt vid universitetet, direkt underställd rektorsämbetet, och förkortningen uttyddes då Transportteknik, Ekonomi och Miljö. TEM ombildades 1984 från projekt till stiftelse och förkortningen uttyds numera Teknik, Ekonomi och Miljö.
TEM driver bland annat 3 nätverk för miljöcertifierade företag i Skåne samt driver csr-nätverket CSR Skåne. TEM är också initiativtagare till föreningen CSR forum Sverige.